# Patrick Jumpen
Patrick Jumpen es el nombre de un dúo de música jumpstyle formado por Patrick Mantizz, famoso dj, productor y "jumper" nacido en Eindhoven, Holanda el 24 de abril de 1988 y Dion Teurlings.

## Biografía
El dúo alcanzó la fama en Holanda, Bélgica, Alemania e Italia por sus shows en vivo. Entre 2007 y 2008 fueron gestionados por Producciones Patrick Mantizz, Jeroen Flamman y Abraxas "Jeff" Porter. Desde el año 2009 producciones de música independiente gestionan a Patrick Mantizz. 
A la edad de 16 años (2005) y en Valkenswaard Dommelen, cerca de Eindhoven, Patrick Mantizz grabó un vídeo-tutorial para bailar jumpstyle hecho en el patio trasero de la casa de sus padres y lo subió al portal de vídeos YouTube. Entre el mismo portal y Google Videos llegó a acumular más de 35 millones de reproducciones y entonces decidió fundar el grupo junto sus colegas de jumpstyle: "Dio" (Dion Teurlings), "The One Epic" (Antwan Marcelis) y el grupo de dance "Monus MC". "Patrick Jumpen" pronto asumió un estatus de culto en los países del Benelux. 
Patrick Jumpen salió a la luz a principios de 2007 por medio del productor musical Jeroen Flamman, entre otros como el exitoso "Party Animals" y el grupo Flamman & Abraxas. Juntos dieron lugar a su primer single, "Holiday" en octubre de 2007, que llegó a ponerse en la posición 10 de las listas holandesas. En el mismo año lanzó "Jump, How to", ("Cómo saltar", en español), un DVD que enseñaba a bailar jumpstyle, que alcanzó el estatus de oro.
Después de aparecer en varios programas de televisión holandeses en 2007, incluyendo "JENSEN!", "TMF", "Re-action", "Man bijt hond" y "4 in het land", también apareció en otros medios de comunicación europeos. Patrick ha aparecido dando entrevistas en los canales Arte y M6, ambos franceses. Incluso apareció en el más grande e influyente semanario alemán Der Spiegel a finales de 2008.
El primer sencillo de Patrick Jumpen, era la mitad de vacaciones en los Países Bajos y Bélgica en junio de 2007 publicado en la etiqueta belga Stop Start Records, alcanzando el número 5 en el neerlandés Top 40. Patrick también tiene un DVD llamado "saltar son tanto!" publicado por la Casa del Saber. Este DVD fue de tres semanas más de 50.000 copias vendidas y algún tiempo después, publicó en francés y alemán (Jump, ca se fait comme ca! Jumping & Do you So!) 
En octubre de 2007 Patrick Jumpen anotó la mitad golpeó con "The Secret". El lanzamiento del álbum debut de One Man Army se demoró varias semanas debido a Patrick sentía Start Stop No se llevan registros de los acuerdos. Dijo que el contrato y liberado en la casa hacia fuera. La compañía de discos se presente a los tribunales y exigió que el álbum fuese retirado del mercado. En un informe provisional a mediados de diciembre, el juez Patrick Jumpen en el mismo (el gobierno). 
En junio de 2008 Patrick se mudó a Alemania. Después de un breve período de silencio para refutar su contrato con el neerlandés más largo de Patrick registro House Lower East Side Records. En mayo de 2009 Patrick firmó un nuevo contrato de grabación con el departamento de alemán de la Secretaría de grabaciones de sonido.
Actualmente ha abandonado todo lo relacionado con la música y se dedica a predicar la palabra de Dios por las calles de su ciudad natal.

## Discografía

### Álbumes
- 2007: One Man Army
- 2009: Solis Invicti
- 2012: The Sound of Amsterdam